# آنتونیو برونا
آنتونیو برونا (به ایتالیایی: Antonio Bruna) بازیکن فوتبال و اهل ایتالیا است که از سال ۱۹۲۰ میلادی عضو تیم ملی فوتبال ایتالیا بوده و در ۵ بازی ملی حضور داشته‌است. او در بازی‌های ملی‌اش گلی به ثمر نرساند.
آنتونیو برونا آخرین بازی ملی خود را در سال ۱۹۲۰ میلادی انجام داد.

## شغل بین المللی
برونا اولین بازی خود را برای تیم ملی فوتبال ایتالیا در ۱۳ مه ۱۹۲۰ در بازی با هلند انجام داد. او در المپیک تابستانی ۱۹۲۰ و در بازی های المپیک تابستانی ۱۹۲۴ نماینده ایتالیا بود.